# Bleichröderpark
Der Bleichröderpark im Berliner Ortsteil Pankow des gleichnamigen Bezirks ist eine etwa 1,1 Hektar große Grünanlage. Der Park wurde in den Jahren 2002/2003 unter Einbeziehung vorhandener Baumbestände neu gestaltet und erhielt seinen Namen bei einer Einweihungsfeier am 25. April 2003. Östlich und westlich grenzen Wohnbauten an den Park.

## Namensgebung und Geschichte
Der Bleichröderpark liegt zwischen den Grundstücken Breite Straße 34 und Schulstraße 9–11. Ein wesentlicher Teil des Parks entstand auf den ehemaligen Grundstücken der jüdischen Familie Bleichröder, die hier bis zu ihrer Enteignung durch die Nationalsozialisten gewohnt hat. Nach 1945 und insbesondere zu DDR-Zeiten wurde der frühere Garten als Park genutzt. Vor seiner Neugestaltung nach der politischen Wende war er zu großen Teilen versiegelt. 
Der Bezirk Pankow würdigte mit der Benennung des Parks das besondere soziale Engagement der Familie des Bankiers Julius Bleichröder sowie dessen Sohn Fritz Bleichröder.

## Aufbau
Die Parkfläche gliedert sich in drei Bereiche, eine Fläche mit Spielplatz, eine Spiel- und Liegewiese und einen Waldgarten.

## Kunst im Park

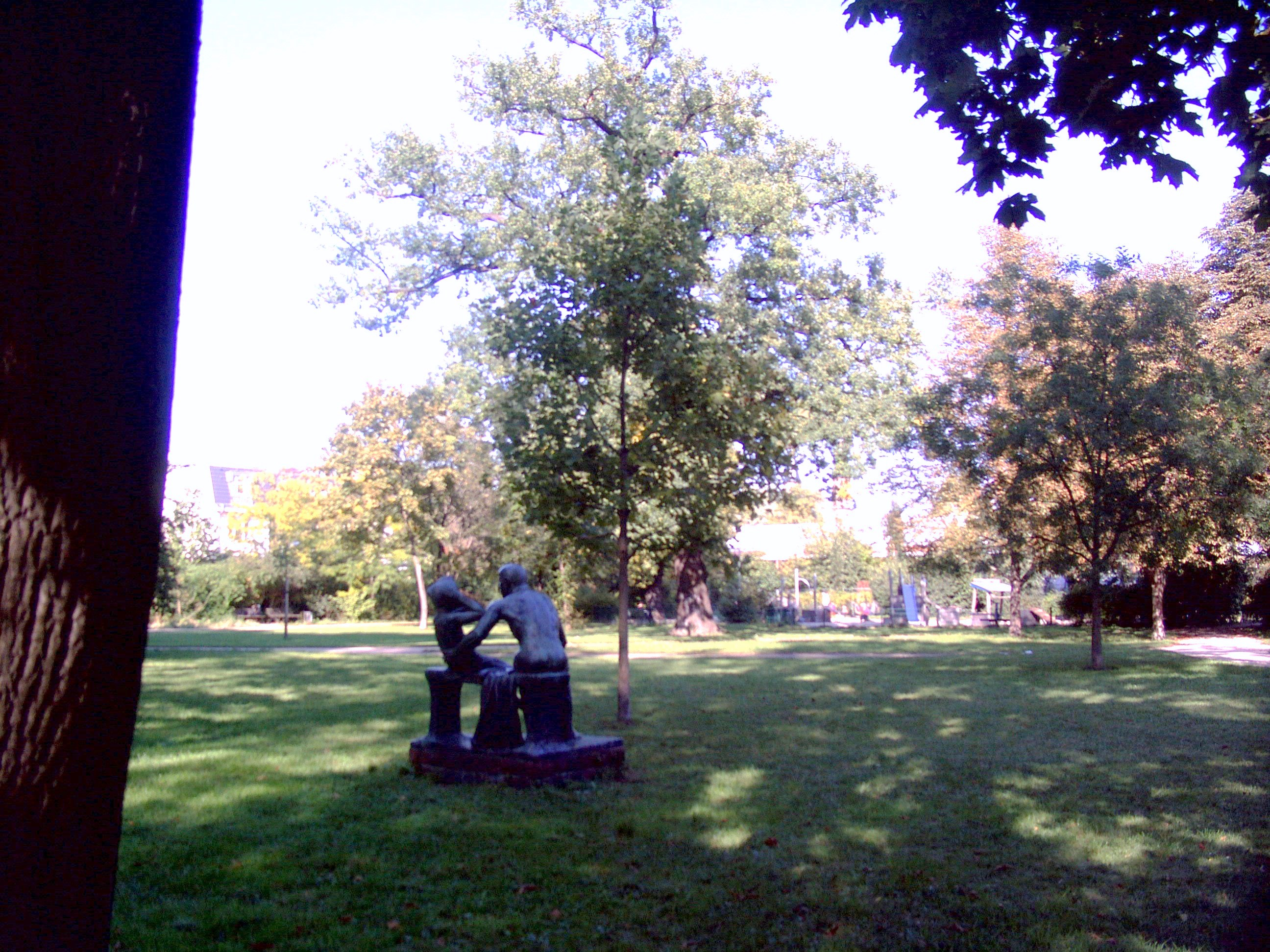
Grenzsoldat mit Kind (1971) von Gerhard Rommel, Bronze

Im Park finden sich zwei Plastiken: zum einen das Objekt Grenzsoldat mit Kind von Gerhard Rommel in Bronze aus dem Jahr 1971 und zum anderen eine Brunnensäule mit Katzen und Vögeln von Manfred Salow (Beton und Bronze) aus dem Jahr 1978.